# ビクトル・パツァーエフ
ビクトル・パツァーエフ（英語: Viktor Ivanovich Patsayev、ロシア語: Виктор Иванович Пацаев;, 1933年6月19日 - 1971年6月30日）は、ソビエト連邦の宇宙飛行士。
1933年、現在のカザフスタン共和国アクトベに生まれた。1971年6月6日にバイコヌール宇宙基地から打ち上げられたソユーズ11号に宇宙飛行士として乗り込み、宇宙ステーションサリュート1号から望遠鏡オリオン1を操作し、地球の大気圏外で望遠鏡を操作した最初の人物となった。
6月30日、帰還船が大気圏再突入したものの、カプセルを開けたところパツァーエフを含む3人の宇宙飛行士は全員窒息死していた。3人は有人宇宙飛行中に亡くなった2例目のクルーとなった。調査の結果、再突入の際に重要になるバルブが開いてしまっていたことにより、カプセル内の空気が宇宙空間に抜け出てしまい、全員が窒息死してしまったことがわかった。パツァーエフの片腕が打撲していたことから、意識を失いかけながらも素手でバルブを閉じようとしたのではないかと推測されている。パツァーエフの亡骸は、モスクワの赤の広場にあるクレムリンの壁墓所に葬られた。
後に、クリミア天体物理天文台で発見された小惑星1791番にパツァーエフの名前が付けられている（ソユーズ11号に搭乗した他の2人の名前も1789番・1790番に名付けられている）。